# Sperosoma biseriatum
Sperosoma biseriatum is een zee-egel uit de familie Echinothuriidae.
De wetenschappelijke naam van de soort werd in 1901 gepubliceerd door Ludwig Döderlein.